# Roberto II di Normandia
Roberto, detto Cosciacorta (in francese Robert II de Normandie dit Robert Courteheuse) (Normandia, tra il 1052 e il 1054 – Castello di Cardiff, 10 febbraio 1134), è stato un cavaliere medievale normanno, l'ottavo signore della Normandia con il nome di Roberto II dal 1087 al 1106, e fu il sesto ad ottenere formalmente il titolo di Duca di Normandia. Era stato conte del Maine dal 1063 (sino al 1069 fu conte effettivo e poi fu solo titolare), fu inoltre per due volte pretendente al trono d'Inghilterra, nel 1087, alla morte del padre, Guglielmo il Conquistatore e, nel 1100, alla morte del fratello, Guglielmo II Rufus.
Il suo soprannome, "Cosciacorta" (in inglese Curthose, in francese Courteheuse), sembra faccia riferimento alla sua bassa statura; il monaco e cronista inglese, Orderico Vitale, lo descrive di bassa statura come la madre, Matilde (il padre di Roberto, Re Guglielmo I, lo chiamava per scherno brevis-ocrea cioè stivali corti), mentre il cronista e monaco benedettino dell'abbazia di Malmesbury, nel Wiltshire (Wessex), Guglielmo di Malmesbury, che lo descrive in gioventù, lo definì coraggioso e abile negli esercizi militari, benché di bassa statura e di pancia prominente, mentre il cronista e monaco benedettino inglese, Matteo di Parigi, lo definì selvaggio e indomabile (homo ferus et indomitus).
Egli comunque fu anche incline alla pigrizia (Orderico Vitale lo accusa di lassismo) e la sua debolezza di carattere scontentò i nobili e secondo il medievalista francese, Louis Halphen, fu sfruttata da Filippo I, re di Francia, che vedendo di malocchio la crescita di potere del Sovrano inglese, si inserì nella disputa sorta tra Roberto e suo padre Guglielmo. Pur essendo il primogenito non riuscì mai ad occupare il trono d'Inghilterra e come Duca di Normandia è noto per la discordia con i fratelli, che erano re d'Inghilterra, che portò alla riunificazione del ducato di Normandia alla corona inglese. Infine fu uno dei partecipanti alla Prima Crociata.

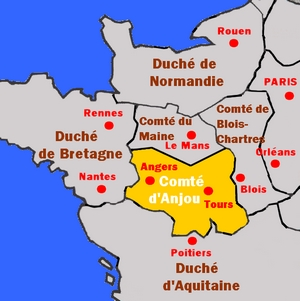
La Francia del Nord-ovest, nel 1050

## Origine
Sia secondo il monaco e cronista normanno Guglielmo di Jumièges, autore della sua Historiæ Normannorum Scriptores Antiqui, che secondo Guglielmo di Malmesbury, Orderico Vitale e Matteo di Parigi era il figlio maschio primogenito del duca di Normandia e re d'Inghilterra, Guglielmo il Conquistatore e di Matilde delle Fiandre (1032 - 1083), che, secondo la Genealogica Comitum Flandriæ Bertiniana, era figlia di Baldovino V, conte delle Fiandre, e della sorella del re di Francia, Enrico I, Adele di Francia, che secondo la Genealogiæ Scriptoris Fusniacensis era figlia del re di Francia, Roberto II, detto il Pio.
Guglielmo il Conquistatore, sempre secondo Guglielmo di Jumièges, era l'unico figlio del sesto signore della Normandia, il quarto ad ottenere formalmente il titolo di Duca di Normandia, Roberto I e di Herleva di Falaise detta anche Arletta (1010 circa –1050 circa), di umili origini, che, secondo Guglielmo di Jumièges, era la figlia di Fulberto o Herberto, un cameriere del duca (Herleva Fulberti cubicularii ducis filia) e della moglie Duda o Duwa, come ci conferma la Chronica Albrici Monachi Trium Fontium.

## Biografia
La sua data di nascita è solitamente fissata al 1054, ma potrebbe anche essere il 1051.

### Gli anni giovanili
Nel 1056 suo padre Guglielmo riuscì a riportare nel Maine il conte Eriberto II, che si era rifugiato in Normandia perché scacciato dalla sua contea da Goffredo II Martello, conte d'Angiò; siccome Erberto II, per la giovane età (nel documento nº 15 del Cartulaire de l'abbaye de Saint-Vincent du Mans, datato 15 novembre 1058, il conte Eriberto II è citato come bambino, Herberto puerulo comite), non aveva eredi, fu stipulato un contratto di fidanzamento tra Roberto, che allora aveva circa quattro anni, e Margherita, sorella di Erberto (come ci conferma Orderico Vitale), con la clausola che, alla morte di Erberto II, sempre senza eredi, il futuro genero Roberto avrebbe ereditato la contea.
Nel 1062, alla morte di Erberto II, ancora senza eredi, Guglielmo, contro la volontà popolare, occupò il Maine a nome di Margherita e Roberto, e, dopo aver fatto imprigionare i successori di Eriberto, Biota del Maine († circa 1064), figlia di Eriberto I detto Evigilans canis (Cane Sveglio), e suo marito, Gualtiero I († circa 1064), conte del Vexin e di Amiens (secondo Orderico Vitale Biota e Gualtiero morirono avvelenati), continuò ad occupare la contea anche dopo la morte di Margherita, avvenuta nel 1063, senza essersi ancora sposata (Orderico Vitale ricorda che Margherita morì che non era ancora in età da marito). Roberto così ne divenne il conte del Maine, senza aver potuto sposarsi.
Secondo Orderico Vitale, quando suo padre, Guglielmo, nel 1067, lasciò la Normandia per tornare in Inghilterra, conquistata l'anno prima, Roberto, non ancora maggiorenne (adolescenti) affiancò la madre Matilde, nel governo del ducato di Normandia.
Nel 1069, i nobili del Maine, sostenuti dal conte d'Angiò, Folco IV il Rissoso, cacciarono i Normanni dalla contea del Maine e offrirono la contea a Gersenda, che, dopo la morte della sorella Biota, era la legittima erede della contea, che, col marito Alberto Azzo divennero conte e contessa del Maine.
Solo quattro anni dopo, nel 1073, suo padre, Guglielmo il Conquistatore (non più il Bastardo) organizzò una spedizione, di cui Roberto, allora sui vent'anni, non faceva parte, invase il Maine anche con truppe inglesi e arrivò con facilità a Le Mans. L'occupazione normanna della contea non fu mai completa, perché il conte d'Angiò continuò a supportare ogni rivolta e ribellione, intervenendo anche in prima persona, sino a che, nel 1081, fu raggiunto un accordo secondo cui la contea del Maine veniva tolta a Ugo V del Maine e concessa a Roberto, che a sua volta prestava omaggio feudale come suo signore a Folco IV d'Angiò.
L'accordo durò poco e molti visconti si ribellarono e praticamente la maggior parte della contea ritornò nelle mani di Ugo V che godeva della protezione angioina.
Roberto, come primogenito, era scontento dell'eredità e del potere che gli erano stati concessi e, nel 1076, iniziarono aspre discussioni con il padre e i fratelli.

### Il ribelle
Guglielmo di Malmesbury ricorda Roberto come colui che eccitò il re di Francia, Filippo I contro suo padre Guglielmo (he exited Philip king of France against his father), mentre Matteo di Parigi sostiene che fu Filippo I ad eccitare Roberto contro il padre, che non esaudiva le richieste di Roberto.
Nel 1077, pare che la sua prima ribellione contro il padre fosse originata, a L'Aigle, da uno scherzo fattogli dai fratelli minori Guglielmo Rufo e Enrico, che gli avevano rovesciato addosso dell'acqua fetida. Roberto era furioso, e incitato dai suoi amici diede il via ad una zuffa coi fratelli che venne interrotta solo dall'intervento del padre. Ritenendo che la sua dignità fosse stata offesa, Roberto si arrabbiò ulteriormente quando vide che Re Guglielmo non punì i fratelli. In realtà, secondo Orderico Vitale il dissidio tra Roberto ed il padre era sorto perché Guglielmo non aveva assegnato il ducato di Normandia a Roberto, come promesso e non lo sovvenzionava abbastanza per i suoi bisogni.
Roberto ed il suo seguito allora tentarono di catturare il castello di Rouen. L'assedio fallì, ma quando re Guglielmo ordinò il loro arresto, Roberto e i suoi compagni si rifugiarono da Ugo di Châteauneuf-en-Thymerais. Costretto a fuggire nuovamente quando Re Guglielmo attaccò la sua base a Rémalard, Roberto si rifugiò nelle Fiandre, alla corte dello zio, Roberto I delle Fiandre, poi saccheggiò la contea del Vexin normanno e fu accolto da Filippo I che, tra il 1077 ed il 1078, gli affidò la fortezza di Gerberoy, sulla frontiera tra la contea francese di Beauvais e la Normandia.
Le relazioni non migliorarono quando Re Guglielmo scoprì che la madre di Roberto, la Regina Matilde, inviava in segreto denaro al figlio. Comunque, nel 1079, il disubbidiente venne assediato dal padre, ora alleato di Filippo I e, in una battaglia nel gennaio 1079, Roberto disarcionò Re Guglielmo in combattimento e riuscì a ferirlo, fermando il suo attacco solo quando riconobbe la voce del padre. Secondo Louis Halphen, durante una sortita condotta da Roberto, il padre fu disarcionato, mentre il fratello, Guglielmo il Rosso venne ferito e l'esercito anglo-normanno, messo in fuga. Umiliato, Re Guglielmo, dietro la promessa di sottomissione di Roberto tolse l'assedio e tornò a Rouen, con l'impegno di lasciargli la Normandia, alla sua morte. Alla fine, Roberto si sottomise all'autorità di suo padre e, nella Pasqua del 1080 padre e figlio si riconciliarono e Roberto tornò alla corte paterna. La tregua durò solo tre anni. Nel 1083 morì Matilde, e Roberto il Corto lasciò per sempre la corte del padre. Sostenuto da Filippo I di Francia, Roberto stimolò l'opposizione baronale normanna, che durò fino a tutto il 1084, costringendo il padre a durissime ritorsioni contro la Francia . Sembra che Roberto, dopo quella data, abbia trascorso diversi anni viaggiando attraverso la Francia, la Germania e le Fiandre. Visitò anche l'Italia (Guglielmo di Malmesbury scrisse: went indignantly to Italy), cercando la mano di Matilde di Canossa o di Toscana, ma senza riuscirvi.

### Duca di Normandia
Nel 1087 Guglielmo in punto di morte riconobbe che il Ducato di Normandia doveva essere affidato a Roberto il Corto, nonostante il suo comportamento irriguardoso; lasciò inoltre scritto a Lanfranco, Arcivescovo di Canterbury, che il Regno d'Inghilterra andasse al suo figlio maschio terzogenito, Guglielmo il Rosso (il The Chronicles of Florence of Worcester with two continuations, conferma che Oddone, vescovo di Bayeux, fratellastro di Guglielmo, con tanti altri che erano stati incarcerati, fu liberato, per ordine di Guglielmo il Conquistatore, che dispose che il figlio primogenito, Roberto, ottenesse il titolo di duca di Normandia, mentre il regno d'Inghilterra andasse al secondogenito, Guglielmo II il Rosso. Questa disposizione paterna di lasciare il regno d'Inghilterra al figlio più giovane, in una nota a margine, fa dire a Matteo di Parigi, che Roberto perse la primogenitura, paragonandolo ad Esaù.
Roberto, rientrato dall'esilio, prese possesso del ducato, come ricorda Orderico Vitale; subito dopo, denunciò Guglielmo come un usurpatore, ma giunse ad un accordo con il fratello per nominarsi eredi a vicenda. Questa pace durò tuttavia meno di un anno. Infatti la divisione tra Inghilterra e Normandia presentò un dilemma per quei nobili che avevano possedimenti su entrambi i lati della Manica. Siccome Guglielmo il Rosso e Roberto erano rivali naturali, i nobili non potevano sperare di compiacere entrambi i loro signori, e quindi correvano il rischio di perdere il favore dell'uno o dell'altro (o di entrambi). Con l'intento di unire ancora una volta Inghilterra e Normandia sotto un unico governante; nel 1088 essi si rivoltarono allora contro Guglielmo il Rosso, in favore di Roberto, ritenuto di carattere più debole del fratello Guglielmo il Rosso e quindi migliore per gli interessi della nobiltà. La rivolta per dare il trono inglese a Roberto fu capeggiata dal conte del Kent, il potente vescovo Oddone di Bayeux, zio sia di Guglielmo che di Roberto, come conferma anche il The Chronicles of Florence of Worcester with two continuations (London), liberato dopo cinque anni di prigionia.
Si erano formati due partiti e Guglielmo il Rosso, che aveva l'appoggio della maggioranza del clero, comunque, riuscì a chiamare a raccolta gli inglesi (i nativi che fornirono i combattenti a piedi) e a sconfiggere, nel corso del 1088, la ribellione, forte soprattutto nel Kent e nel Sussex, organizzata intorno a Oddone e suo fratello, Roberto di Mortain, anche perché Roberto Cosciacorta o il Corto, come sempre a corto di denaro non si fece vivo in Inghilterra a sostenere i suoi seguaci. Sempre secondo il The Chronicles of Florence of Worcester with two continuations (London), Oddone, avendo fortificato Rochester, aveva richiesto l'intervento del nipote, Roberto, che dalla Normandia, aveva inviato un piccolo corpo di armati, promettendo di arrivare al più presto in aiuto di Oddone; ma Guglielmo II, con l'aiuto di Lanfranco, reagì e riuscì ad avere ragione dei rivoltosi prima dell'intervento di Roberto. In quello stesso anno, Orderico Vitale ci informa che Roberto dovette combattere la ribellione di Goffredo figlio di Rotrone (“Goisfredus Rotronis Mauritaniæ comitis filius”), che reclamava il possesso di due città per diritto ereditario.
Nel 1090 Guglielmo il Rosso invase la Normandia, schiacciando le forze di Roberto e costringendolo a cedere la parte orientale del ducato. Poi i due si incontrarono a Caen, ricomposero le loro differenze e Guglielmo accettò di aiutare Roberto a recuperare il Cotentin e l'Avranches, che Roberto aveva venduto al fratello minore, Enrico Beauclerc. Dopo essersi rappacificati e misero sotto assedio Mont Saint-Michel, dove si era rinchiuso Enrico Beauclerc, e dopo la sua resa lo costrinsero all'esilio, che poté tornare in Inghilterra, solo dopo il 1095.
Nel 1094, Guglielmo attaccò la Normandia centrale e cercò di occupare Caen, ma fu cacciato dal re di Francia Filippo I, accorso in aiuto di Roberto, facendosi pagare sia in denaro che in concessioni territoriali. Attaccato sullo slancio anche nella Normandia orientale, Guglielmo riuscì a salvarsi solo corrompendo Filippo, che accettò di ritirarsi dall'impresa.

### La prima crociata

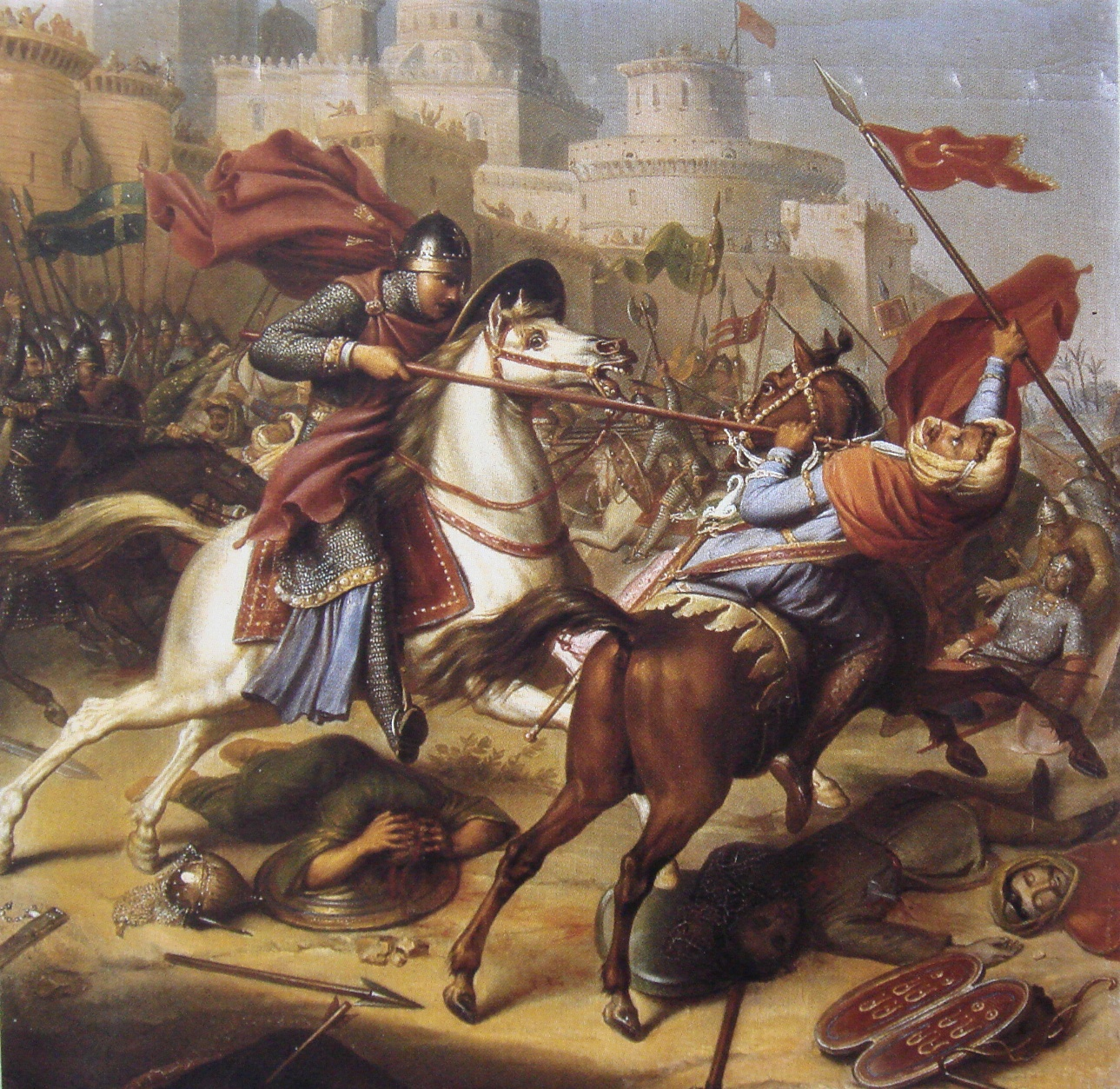
Roberto II Cosciacorta all'assedio di Antiochia (1097-1098).

Secondo Guglielmo di Malmesbury, nel 1096, Roberto ipotecò il ducato di Normandia al fratello Guglielmo il Rosso per la somma di 10.000 marchi, allo scopo di raccogliere denaro per partire per la Terra santa con la Prima Crociata. Accompagnato dallo zio Oddone di Bayeux e da Edgardo Atheling, ultimo discendente del Casato dei Wessex e re d'Inghilterra per poche settimane prima di Guglielmo il Conquistatore, Roberto iniziò il viaggio di trasferimento in compagnia del cugino, Roberto II conte delle Fiandre, con un seguito di cavalieri inglesi, normanni, franchi e fiamminghi nel settembre del 1096.
Il professore scozzese, William B. Stevenson, definisce Roberto uno dei principali capi della prima crociata, per aver un nutrito seguito di cavalieri normanni, anche se per indole non era adatto al comando.
Secondo Orderico Vitale, passando per Roma, i Crociati guidati da Roberto resero visita a papa Urbano II, mentre Guglielmo di Malmesbury narra che incontrarono il papa a Lucca e proseguirono per Roma.
Proseguirono per la Puglia, dove Roberto delle Fiandre si imbarcò in dicembre, per svernare in Epiro, mentre, Roberto II, Oddone ed Edgardo Atheling, con il cognato di Roberto II, Stefano II di Blois ed il conte di Boulogne, Eustachio, fratello di Goffredo di Buglione, svernarono in Italia.
In attesa di imbarcarsi a Brindisi, nella primavera successiva furono ospiti dei Normanni del ducato di Puglia e proprio, durante questa sosta, Oddone morì all'improvviso, a Palermo, nel mese di febbraio del 1097, mentre faceva visita al conte di Sicilia, Ruggero I.
Roberto si imbarcò a Brindisi il 5 aprile 1097, raggiunse Costantinopoli, dove sostò 15 giorni e proseguì per Nicea, dove, arrivato il 1º giugno, partecipò all'assedio della città. Roberto portò avanti l'assedio sino alla resa di Nicea, il 19 giugno, al contingente Greco. L'assedio di Nicea viene descritto nei particolari dal canonico e custode della chiesa di Aquisgrana, il cronachista della Prima Crociata, Alberto di Aquisgrana.
Caduta Nicea, l'armata diresse su Antiochia in due gruppi distanziati di circa due miglia. Il 1º luglio, il primo gruppo, più esiguo, composto quasi interamente da Normanni, tra cui oltre a Roberto vi erano Boemondo di Taranto con suo nipote Tancredi e Roberto II delle Fiandre, fu attaccato dall'esercito turco e fu circondato, dando inizio alla Battaglia di Dorylaeum. I normanni resistettero per quasi due ore finché giunsero gli altri crociati che riportarono una netta vittoria sull'esercito turco.
Roberto partecipò all'assedio di Antiochia, dove prese parte ad alcune battaglie per impedire che fossero portati aiuti alla città assediata, tra cui la vittoria sulle truppe di Damasco del 31 dicembre 1097.
Dopo la caduta di Antiochia (2 giugno 1098), Roberto, il 13 gennaio 1099, fu uno dei primi a partire per Gerusalemme, con Raimondo IV di Saint Gilles e Tancredi, poi raggiunti da Roberto II delle Fiandre e da Goffredo di Buglione, avanzarono lentamente verso Gerusalemme, arrivando a Gerusalemme il 7 giugno e la città cadde il 15 luglio.
Dopo aver preso parte in agosto alla battaglia di Ascalona, Roberto, privo di feudi ma carico di gloria (secondo Guglielmo di Malmesbury Roberto aveva rifiutato il trono di Gerusalemme), decise di lasciare la Terra Santa e rientrare in Normandia, passando dall'Italia. Nell'inverno di quell'anno arrivò in Puglia e nella primavera del 1100, ormai prossimo ai cinquant'anni, si sposò con la figlia di Goffredo, primo Conte di Conversano, Sibilla di Conversano, come ci conferma Guglielmo di Jumièges, che, secondo Guglielmo di Malmesbury era di eccezionale bellezza e gli portò una cospicua dote, idonea a riscattare il ducato ipotecato al fratello Guglielmo II.
Secondo Orderico Vitale, Sibilla era figlia di Goffredo primo Conte di Conversano, Signore di Montepeloso, di Brindisi, Monopoli, Nardò e Matera e di Sichelgaita del Molise, figlia di Rodolfo conte del Molise e di una principessa longobarda.

### Ancora solo duca di Normandia

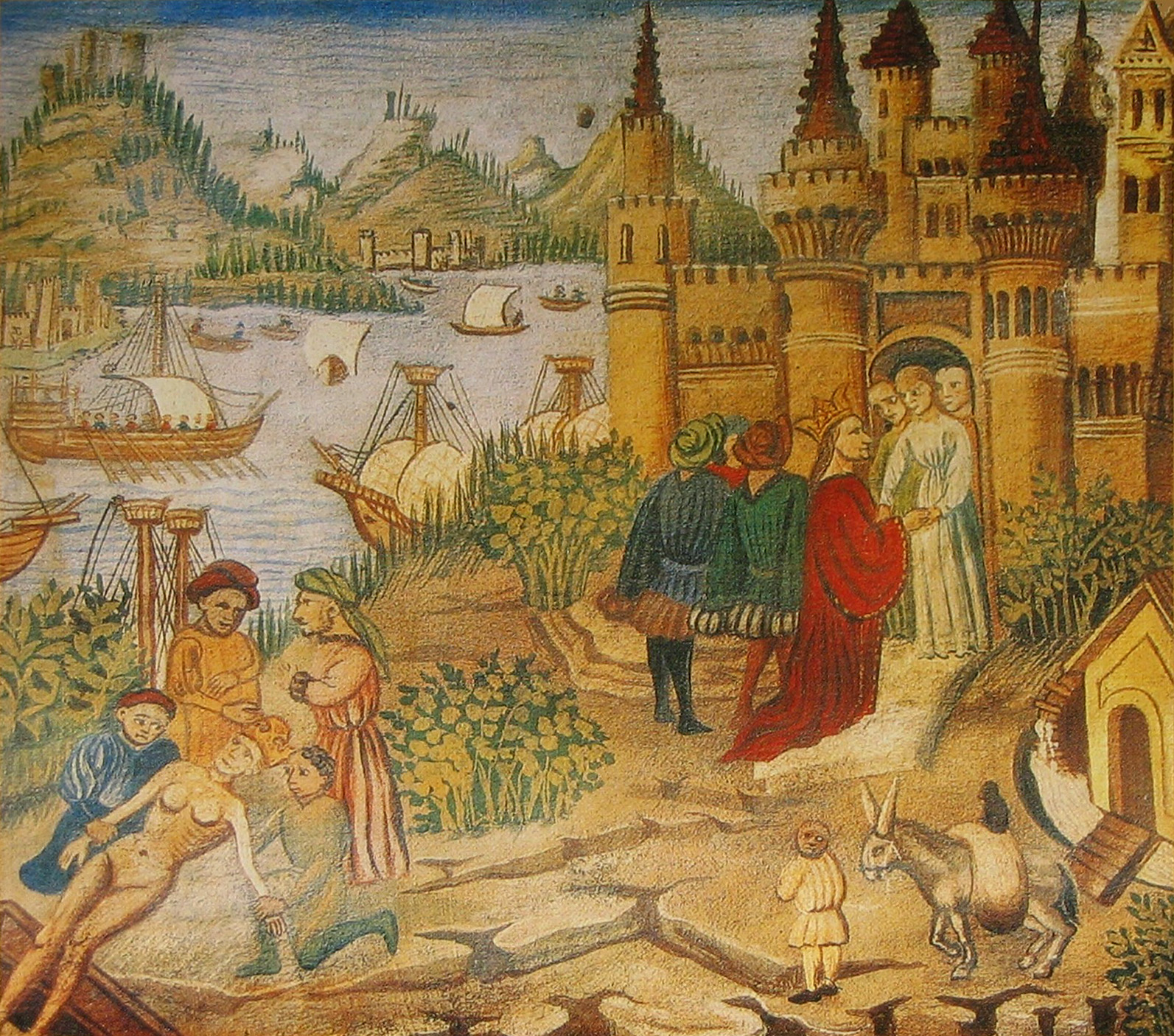
La Leggenda di Sibilla, dal Canone di Avicenna.

Alla morte di Guglielmo, avvenuta il 2 agosto 1100, Roberto avrebbe dovuto ereditare il trono d'Inghilterra, ma si trovava ancora in Puglia, dove si era sposato, e sarebbe arrivato in Normandia solo a settembre. Il fratello minore Enrico poté quindi impossessarsi della corona inglese. Al suo ritorno, Roberto, trovò che la contea del Maine, dopo la morte di Guglielmo II il Rosso era stata occupata da Elia de la Fleche, con l'appoggio di Folco IV il Rissoso, ma non fece nulla per riconquistarla.
Roberto prese come suo consigliere di fiducia Rainulfo Flambard, che era già stato consigliere di fiducia del padre e di suo fratello Guglielmo il Rosso, ma, da Enrico I, era stato messo in carcere, da cui era fuggito. Pressato da Flambard, che gli aveva prospettato una situazione favorevole con un partito pronto ad appoggiarlo, Roberto preparò un'invasione dell'Inghilterra per strappare la corona al fratello Enrico. Nell'estate del 1101, in agosto, Roberto sbarcò a Portsmouth con il suo esercito, ma la mancanza di sostegno popolare tra gli inglesi permise a Enrico di resistere all'invasione. Roberto fu costretto tramite la diplomazia a rinunciare alle sue pretese sul trono inglese con il Trattato di Alton, del luglio 1101. In cambio Roberto ottenne da Enrico la rinuncia alla penisola del Cotentin e una pensione di 3000 marchi all'anno e la restituzione dei possedimenti inglesi al suo alleato il conte di Boulogne, Eustachio.
Il 25 ottobre 1102 nacque Guglielmo Cliton, l'erede del Ducato di Normandia, ma la moglie Sibilla morì qualche mese dopo il parto, di malattia, secondo Guglielmo di Malmesbury, di veleno, secondo Orderico Vitale. Sempre Orderico Vitale sostiene che iI tumulti che seguirono la morte di Sibilla impedirono a Roberto di sposare Agnes Giffard che a sua volta era vedova, e che era sospettata di essere l'avvelenatrice.
Nel 1104, comunque, la continua discordia di Roberto con il fratello in Inghilterra spinse Enrico ad invadere la Normandia, per porre fine ai continui soprusi nei confronti dei suoi amici, operati da Roberto II di Bellême col tacito consenso del duca Roberto II. Enrico I si accontentò della contea di Évreux, come riparazione.
Orderico riporta di un incidente avvenuto nella Pasqua del 1105, quando Roberto era atteso ad ascoltare un sermone del venerabile Serlo, vescovo di Séez. Roberto spese la notte precedente con prostitute e giullari, e mentre era a letto cercando di smaltire la sbornia, i suoi indegni amici gli rubarono i vestiti. Roberto si svegliò ritrovandosi nudo, e dovette rimanere a letto perdendosi il sermone.

### Gli ultimi anni in prigionia
I soprusi di Roberto II di Bellême continuavano e, nel 1105, assieme a Guglielmo di Mortain, attaccarono il Cotentin dove risiedevano alcuni alleati di Enrico I, il rapporto tra i due fratelli peggiorarono e, secondo il The Chronicles of Florence of Worcester with two continuations, Roberto, all'inizio del 1106, si recò in Inghilterra ed incontrò Enrico a Northampton, dove gli chiese la restituzione di tutti i possedimenti che si era preso in Normandia; ottenuto un netto rifiuto da Enrico I, Roberto fu preso da una grande rabbia e fece ritorno in Normandia.
Enrico allora guidò un'altra spedizione attraverso la Manica, e, dopo alcune vittorie, bruciò Bayeux e occupò Caen, per proseguire verso la contea di Mortain, dove Guglielmo si era asserragliato, nel castello di Tinchebray, dove avvenne lo scontro decisivo tra i due fratelli, Enrico e Roberto II di Normandia. Secondo il Florentii Wigornensis Monachi Chronicon Enrico aveva assediato il castello di Tinchebray e la battaglia con la vittoria di Enrico avvenne il 29 settembre 1106. Roberto fu catturato (secondo Orderico Vitale dal contingente Bretone) assieme a Guglielmo di Mortain, durante la battaglia di Tinchebray, mentre Roberto II di Bellême, riuscì a fuggire. Roberto, riconosciuta la propria sconfitta, ordinò a Falaise e Rouen di arrendersi e svincolò tutti i suoi vassalli dal giuramento di fedeltà
Roberto venne privato del ducato di Normandia, con l'approvazione del sovrano Filippo I di Francia, che lo dichiarò incapace di mantenere l'ordine e la pace nel suo territorio, ed Enrico I reclamò la Normandia come possesso della corona inglese; una situazione che perdurò per quasi un secolo.
Roberto II fu inviato in Inghilterra, dove fu tenuto prigioniero. Guglielmo di Jumièges sostiene che Enrico I condusse con sé Roberto II, Guglielmo ed alcuni altri e li tenne in custodia per tutta la loro vita ed ancora Orderico Vitale sostiene che la sua prigionia consisteva nel non poter uscire dal luogo di detenzione, ma per il resto poteva considerarsi dorata (supplied with luxuries of every kind).
Inizialmente fu detenuto nella Torre di Londra, poi al castello di Devizes e infine nel castello di Cardiff.
Luigi VI, succeduto a Filippo nel 1108, per più di una volta nel corso degli anni accusò Enrico I di tener prigioniero il suo suddito Roberto II duca di Normandia e gli chiese di liberarlo, ma Roberto morì nel 1134 ancora rinchiuso nel castello di Cardiff. Sia il Florentii Wigornensis Monachi Chronicon, Continuatio che il The Chronicles of Florence of Worcester with two continuations, ed anche il cronista, priore dell'abbazia di Bec e sedicesimo abate di Mont-Saint-Michel, Robert di Torigny, ci confermano che Roberto, fratello del re (Enrico I) e titolare del ducato di Normandia, che era in prigionia da molti anni, morì a Cardiff, nel 1134, fu traslato a Gloucester e fu sepolto nel pavimento della chiesa di tale città. Roberto venne sepolto nella chiesa abbaziale di St. Peter a Gloucester, dove venne successivamente posizionato un elaborato sepolcro. La chiesa divenne in seguito Cattedrale della città.

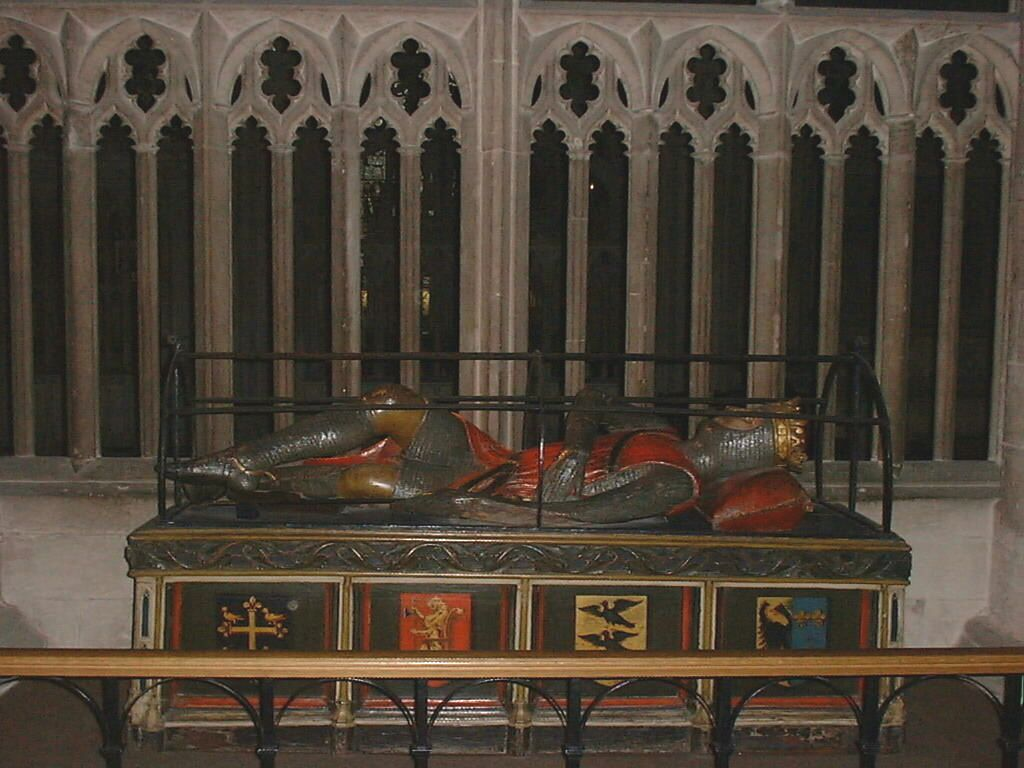
Il monumento di Roberto II Cosciacorta nella Cattedrale di Gloucester

Il ducato di Normandia restò nelle mani di Enrico I in quanto tutti i figli di Roberto, legittimi e illegittimi, erano premorti al padre.

## Discendenza
Da Sibilla Roberto ebbe due figli:
- Enrico (1101- morto in fasce) di cui non si hanno notizie[1]
- Guglielmo Cliton[67](1102-† 1128), prima erede del Ducato di Normandia e poi conte delle Fiandre dal 1127 al 1128[67].

Roberto ebbe anche diversi figli illegittimi da donne diverse:
- da un'amante che ci è sconosciuta[1]:
  - Una figlia che si sposò con Elia di Saint-Saëns.
- da una seconda amante che secondo Orderico Vitale era la concubina di un vecchio prete[1]:
  - Riccardo (circa 1079 – circa 1099), vissuto alla corte dello zio, Guglielmo II Rufus. Come lo zio dallo stesso nome (Il figlio maschio secondogenito di Guglielmo I, Riccardo, secondo Orderico Vitale era morto durante una partita di caccia, nel 1081, nella New Forest, vicino a Southampton[81]), Riccardo rimase ucciso in un incidente di caccia, per una ferita al collo, dovuta all'urto contro il ramo di un albero[24], nel 1099, nello stesso posto dello zio[82]. Circa qualche mese dopo, nel 1100, anche lo zio Guglielmo II Rufus morì durante una partita di caccia, così come il fratello ed il nipote, entrambi di nome Riccardo, nella New Forest, vicino a Southampton[82].
  - Guglielmo (circa 1079-1111), esiliato in Terra santa, dopo la sconfitta di suo padre, nel 1106. Secondo Alberto di Aquisgrana, partecipò all'assedio di Sidone del 1108 (Wilhelmum, filium Roberti Northmannorum principis)[83]; nel 1110 fu responsabile della città di Tortosa, dopo la conquista[84] e si oppose all'esercito turco che avanzava verso Antiochia[84]. Morì combattendo, a Gerusalemme[1].

## Ascendenza
|                           |                         |                       | Genitori                    |  |  | Nonni |  |  | Bisnonni                 |  |  | Trisnonni               |  |
|                           |                         |                       |                             |  |  |       |  |  | Riccardo II di Normandia |  |  | Riccardo I di Normandia |  |
|                           |                         |                       |                             |  |  |       |  |  | Riccardo II di Normandia |  |  | Riccardo I di Normandia |  |
|                           |                         | Gunnora di Normandia  |                             |  |  |       |  |  | Riccardo II di Normandia |  |  |                         |  |
| Roberto I di Normandia    |                         |                       |                             |  |  |       |  |  | Riccardo II di Normandia |  |  |                         |  |
|                           |                         | Giuditta di Bretagna  | Conan I di Bretagna         |  |  |       |  |  |                          |  |  |                         |  |
|                           |                         | Giuditta di Bretagna  | Conan I di Bretagna         |  |  |       |  |  |                          |  |  |                         |  |
|                           |                         | Giuditta di Bretagna  | Ermengarde-Gerberga d'Angiò |  |  |       |  |  |                          |  |  |                         |  |
| Guglielmo I d'Inghilterra |                         | Giuditta di Bretagna  |                             |  |  |       |  |  |                          |  |  |                         |  |
|                           |                         | Fulbert di Falaise    | …                           |  |  |       |  |  |                          |  |  |                         |  |
|                           |                         | Fulbert di Falaise    | …                           |  |  |       |  |  |                          |  |  |                         |  |
|                           |                         | Fulbert di Falaise    | …                           |  |  |       |  |  |                          |  |  |                         |  |
| Herleva                   |                         | Fulbert di Falaise    |                             |  |  |       |  |  |                          |  |  |                         |  |
|                           |                         | Duda                  | …                           |  |  |       |  |  |                          |  |  |                         |  |
|                           |                         | Duda                  | …                           |  |  |       |  |  |                          |  |  |                         |  |
|                           |                         | Duda                  | …                           |  |  |       |  |  |                          |  |  |                         |  |
| Roberto II di Normandia   |                         | Duda                  |                             |  |  |       |  |  |                          |  |  |                         |  |
|                           | Baldovino IV di Fiandra | Arnolfo II di Fiandra |                             |  |  |       |  |  |                          |  |  |                         |  |
|                           | Baldovino IV di Fiandra | Arnolfo II di Fiandra |                             |  |  |       |  |  |                          |  |  |                         |  |
|                           | Baldovino IV di Fiandra | Rozala d'Ivrea        |                             |  |  |       |  |  |                          |  |  |                         |  |
| Baldovino V di Fiandra    | Baldovino IV di Fiandra |                       |                             |  |  |       |  |  |                          |  |  |                         |  |
|                           |                         | Ogiva di Lussemburgo  | Federico di Lussemburgo     |  |  |       |  |  |                          |  |  |                         |  |
|                           |                         | Ogiva di Lussemburgo  | Federico di Lussemburgo     |  |  |       |  |  |                          |  |  |                         |  |
|                           |                         | Ogiva di Lussemburgo  | Ermentrude (?)              |  |  |       |  |  |                          |  |  |                         |  |
| Matilde delle Fiandre     |                         | Ogiva di Lussemburgo  |                             |  |  |       |  |  |                          |  |  |                         |  |
|                           |                         | Roberto II di Francia | Ugo Capeto                  |  |  |       |  |  |                          |  |  |                         |  |
|                           |                         | Roberto II di Francia | Ugo Capeto                  |  |  |       |  |  |                          |  |  |                         |  |
|                           |                         | Roberto II di Francia | Adelaide d'Aquitania        |  |  |       |  |  |                          |  |  |                         |  |
| Adele di Francia          |                         | Roberto II di Francia |                             |  |  |       |  |  |                          |  |  |                         |  |
|                           |                         | Costanza d'Arles      | Guglielmo I di Provenza     |  |  |       |  |  |                          |  |  |                         |  |
|                           |                         | Costanza d'Arles      | Guglielmo I di Provenza     |  |  |       |  |  |                          |  |  |                         |  |
|                           |                         | Costanza d'Arles      | Adelaide d'Angiò            |  |  |       |  |  |                          |  |  |                         |  |
|                           |                         | Costanza d'Arles      |                             |  |  |       |  |  |                          |  |  |                         |  |

### Fonti primarie
- (LA)  HISTORIA HIEROSOLYMITANAE EXPEDITIONIS.
- (LA)  Rerum Gallicarum et Francicarum Scriptores, tomus XII.
- (LA)  Florentii Wigorniensis monachi Chronicon, Tomus II.
- (EN)  The Chronicles of Florence of Worcester with two continuations.
- (LA)  Chronique de Robert de Torigni, abbé du Mont-Saint-Michel, vol I.
- (LA)  Cartulaire de l'abbaye de Saint-Vincent du Mans, Liber primus.
- (LA)  Monumenta Germaniae Historica, Scriptores, tomus IX.
- (LA)  Monumenta Germaniae Historica, Scriptores, tomus XIII.
- (LA)  Monumenta Germanica Historica, tomus XXIII.
- (LA)  Ordericus Vitalis, Historia Ecclesiastica, vol. II.
- (LA)  Ordericus Vitalis, Historia Ecclesiastica, vol. III, liber VI - IX.
- (LA)  Ordericus Vitalis, Historia Ecclesiastica, vol. II, liber III - V.
- (LA)  Ordericus Vitalis, Historia Ecclesiastica, vol. IV, liber X - XIII.
- (LA)  Ordericus Vitalis, Historia Ecclesiastica, vol. unicum.
- (EN)  The ecclesiastical history of England and Normandy, vol. III.
- (LA)  Matthæi Parisiensis, monachi Sancti Albani, Chronica majora, vol I.
- (EN)  Chronicle of the Kings of England: From the Earliest Period to the Reign, of king William's children.
- (LA)  Historiæ Normannorum Scriptores Antiqui.

### Letteratura storiografica
- David Crouch. I Normanni, Newton & Compton, ISBN 88-541-0168-0
- Barlow, Frank. William Rufus, 2000
- David, Charles Wendell. Robert Curthose, Duke of Normandy. Cambridge, Mass. : Harvard University, 1920.
- Green, Judith. "Robert Curthose Reassessed". Anglo-Norman Studies, 22 (1999).
- Mooers, Stephanie L. "Backers and Stabbers": Problems of Loyalty in Robert Curthose's Entourage, Journal of British Studies, 21.1 (1981): 1-17.
- Louis Halphen, "La Francia dell'XI secolo", cap. XXIV, vol. II (L'espansione islamica e la nascita dell'Europa feudale) della Storia del Mondo Medievale, 1999, pp. 770–806.
- William B. Stevenson, "La prima crociata", cap. XX, vol. IV (La riforma della chiesa e la lotta fra papi e imperatori) della Storia del Mondo Medievale, 1999, pp. 718–756.
- Louis Halphen, "La Francia: Luigi VI e Luigi VII (1108-1180)", cap. XVII, vol. V (Il trionfo del papato e lo sviluppo comunale) della Storia del mondo medievale, 1999, pp. 705–739.
- William John Corbett, "L'evoluzione del ducato di Normandia e la conquista normanna dell'Inghilterra", cap. I, vol. VI (Declino dell'impero e del papato e sviluppo degli stati nazionali) della Storia del Mondo Medievale, 1999, pp. 5–55.
- William John Corbett, "Inghilterra, 1087-1154", cap. II, vol. VI (Declino dell'impero e del papato e sviluppo degli stati nazionali) della Storia del Mondo Medievale, 1999, pp. 56–98.